# Kromatična harmonika
Kromatična harmonika ali gumbna harmonika je tip klasične harmonike, za katero so značilni okrogli gumbi, podobno kot pri diatonični harmoniki na desni ter basovski gumbi klavirske harmonike na levi strani. Basovska stran je enaka kot pri klavirskih harmonikah, tako glede na razporeditev gumbov, kot na način igranja.
Sestavni deli so pasovi, basi, zvočnice, meh in registri.
Glede na razporeditev gumbov ločimo C in B sistem. Najlažje ju ločimo po tem, da so črno pobarvani gumbi razporejeni po nasprotno usmerjeni diagonali. Ima več oktav kot diatonična ali klavirska harmonika, nanjo pa je možno igrati v katerikoli tonaliteti. Prednost kromatične harmonike pred klavirsko je ta, da se za igranje v različnih tonalitetah ne potrebuje različnih prstnih redov, ampak se samo premakne začetni ton na ustrezni gumb. Prijem oktave je mnogo ožji. Kot pri klavirskih harmonikah pa na njej najdemo tudi registre. Na njej se lahko igrajo vse zvrsti glasbe; narodna, pop, klasika...